# Rai Vaticano
Rai Vaticano è la struttura della Rai che si occupa di gestire trasmissioni televisive di carattere religioso, in particolare riguardanti la Città del Vaticano. La sede si trova a Borgo Sant'Angelo, nel rione Borgo a Roma.

## Storia
La struttura nasce nel maggio 1995 in concomitanza col lancio delle attività preparatorie al Giubileo del 2000 con il nome di "Rai Giubileo". A dirigerla è Carlo Fuscagni, con Vittorio Citterich, e si affianca poi Nuccio Fava. Nel 1999 viene nominato nuovo direttore Franco Iseppi.
Nel giugno 2002, terminato l’Anno Santo, Rai Giubileo diventa Rai Vaticano e arriva a dirigere la struttura il vaticanista Giuseppe De Carli.
Alla scomparsa del direttore e fondatore De Carli (il 13 luglio 2010), viene nominato nuovo direttore ad interim della struttura Marco Simeon, all'epoca anche direttore delle Relazioni istituzionali e internazionali della Rai.
Dal febbraio 2013 al 2022 il responsabile della struttura è stato Massimo Milone, già presidente dell'Unione cattolica della stampa italiana e caporedattore responsabile della sede Rai della Campania, che ha condotto la rubrica mensile dal titolo "Viaggio nella Chiesa di Francesco", con servizi e approfondimenti su eventi e viaggi papali ma soprattutto sulle attività e le iniziative legate alla Chiesa cattolica durante il pontificato di Papa Francesco.
Da ottobre 2022, in seguito al pensionamento del direttore, il nuovo responsabile è diventato il suo vice, Stefano Ziantoni, giornalista e telecronista del TG1, in passato conduttore di Unomattina e inviato RAI come corrispondente dalla Francia.
Alla struttura collaborano anche vaticanisti e giornalisti delle altre testate della Rai, come Fabio Zavattaro, Ignazio Ingrao e Aldo Maria Valli.

### Direttori
- Carlo Fuscagni (1995-1999)
- Franco Iseppi (1999-2002)
- Giuseppe De Carli (2002-2010)
- Marco Simeon (2010-2013 ad interim)
- Massimo Milone (2013-2022)
- Stefano Ziantoni (dal 9 ottobre 2022)

## Attività
Rai Vaticano si occupa di dirette televisive delle messe, celebrazioni ed eventi religiosi; segue costantemente gli avvenimenti della Chiesa e del pontificato e le attività delle confessioni non cattoliche; realizzando eventi quali La Bibbia giorno e notte, ovvero una lettura ininterrotta della Bibbia nella basilica romana di Santa Croce in Gerusalemme nell'ottobre 2008.

## Eventi ed altre attività
In base ad un accordo con la Santa Sede, 24 ore su 24 gli studi sono collegati con i luoghi più importanti del Vaticano, in modo tale da seguire in caso di emergenza o problemi l'evolversi della situazione in diretta.
Nel 2008, Rai Vaticano ha vinto il premio d'onore del X Festival Nazionale del Cinema, Teatro, Televisione di Villa Basilica, in provincia di Lucca.
Ha ottenuto grande successo e ricevuto numerosi premi La Bibbia giorno e notte, l'evento ideato, organizzato e realizzato da Rai Vaticano nell'ottobre 2008: oltre 1300 lettori - tra personaggi e comuni cittadini di ogni confessione religiosa - si sono alternati nella lettura (iniziata dal Santo Padre Benedetto XVI) dell'intera Bibbia, Antico e Nuovo Testamento. Si è trattato della più lunga diretta televisiva della storia della tv pubblica.
A partire dal suo portale web, la struttura pubblica profili e interviste di religiosi, contributi filmati e altro materiale inedito.

## Loghi

1995 - 2002
2002 - 18 maggio 2010
18 maggio 2010 - 16 gennaio 2018
In uso dal 16 gennaio 2018